# متحف بيرا
متحف بيرا (بالتركية: Pera Müzesi) هو متحف فني في منطقة بك أوغلي (بيرا) في إسطنبول، تركيا. يركّز المتحف على الفن الاستشراقي خلال القرن الـ١٩.

## تاريخ
أُسس المتحف في عام ٢٠٠٥ من قبل مؤسسة سونا وإنان كيراش. يقع المتحف في نفس موقع المبنى التاريخي لفندق بريستول السابق، والذي صممه المهندس المعماري أشيل مانوسوس وتم بناؤه عام ١٨٩٣.
تم تجديد المبنى بين عامي ٢٠٠٣ و ٢٠٠٥ من قبل المهندس المعماري سنان جينيم، وتم الحفاظ على واجهة المبنى وتحويل التصميم الداخلي إلى متحف حديث ومجهز بالكامل.

## المجموعة الفنية
يستضيف المتحف معارض عالمية بشكلٍ دائم، بالإضافة إلى عرض مجموعات من اللوحات الاستشراقية، والتحف الأناضولية والسيراميك والبلاط الخاص بمحافظة كوتاهية.

### مجموعة اللوحات الاستشراقية
تتضمن مجموعة اللوحات الاستشراقية الخاصة بالمتحف أعمال لفنانين أوروبيين وأتراك/عثمانيين، منها أعمال الفنان العثماني عثمان حمدي بك ولوحته الشهيرة مدرب السلحفاة.